# Kerkpad Zuidzijde 3a
De voormalige boerderij Kerkpad Zuidzijde 3a, is een gemeentelijk monument in Soest in de provincie Utrecht.
De boerderij staat al aangegeven op een kadastrale kaart uit 1828, maar is mogelijk nog ouder. De linker uitbouw staat daarop reeds aangegeven de rechter uitbouw dateert van 1934. De achterzijde van de boerderij is gericht op de Lange Brinkweg en de graslanden in de polder langs de Eem.
De langhuisboerderij heeft een asymmetrische voorgevel met links een opkamervenster met daaronder het keldervenster met diefijzers. De toegang bevindt zich in de rechtergevel van de rechter uitbouw en achter in de linker uitbouw. In de tonkelder staan op de tegels van de betegelde schouw Bijbelse taferelen afgebeeld uit ongeveer 1760.
Het achterhuis is van het type midden-langsdeel. In de achtergevel is een dubbele baander met rondbogige zijlichten.